# 뉴욕 코믹콘
뉴욕 코믹콘(New York Comic Con)은 뉴욕시에서 개최하는 서양 만화, 그래픽 노블, 아니메, 일본 만화, 비디오 게임, 코스튬 플레이, 장난감, 영화 및 텔레비전 등을 다루는 종합 동인 행사이다. 2006년 리드팝이 처음 개최했다.

## 역사

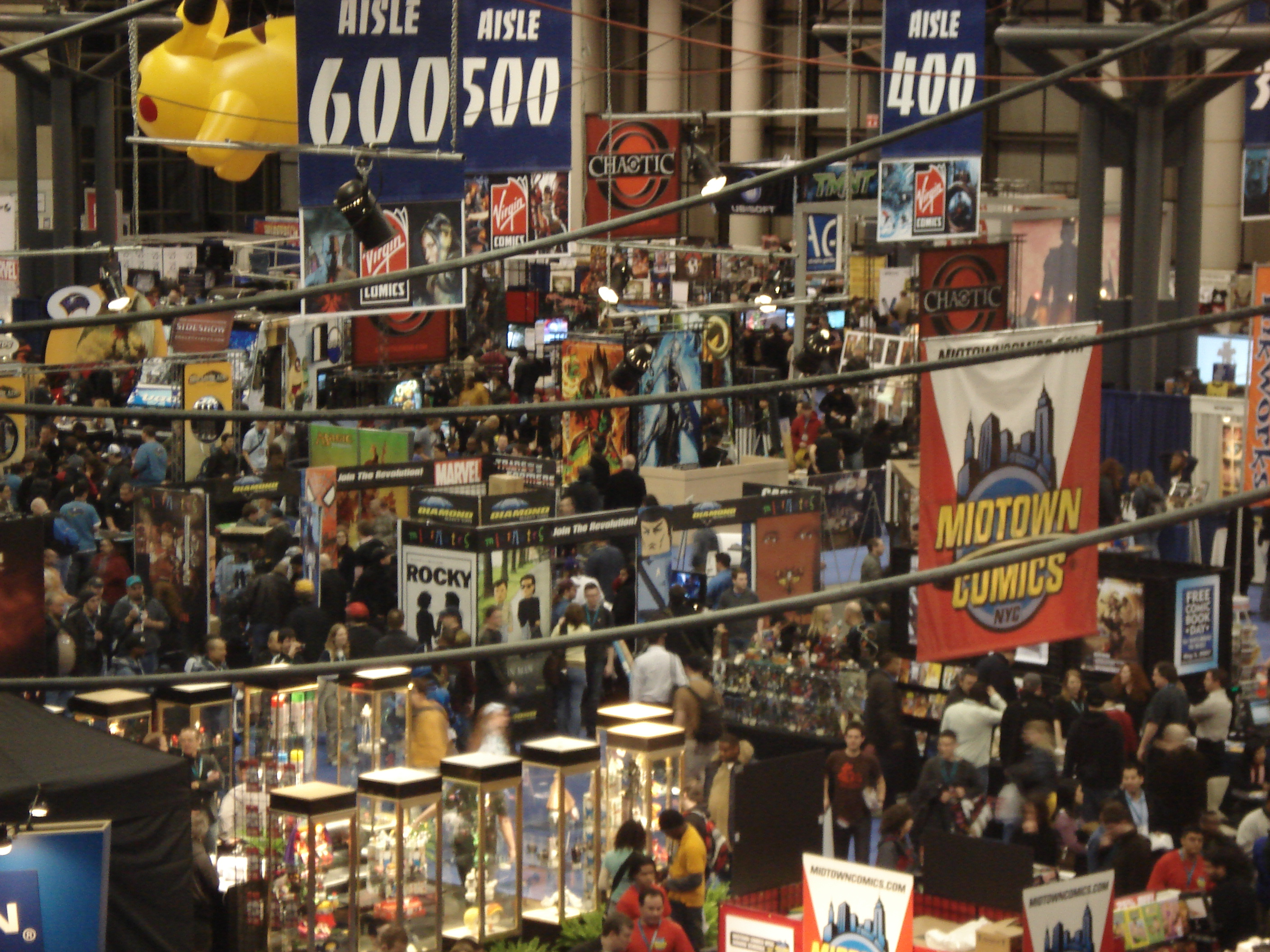
2007년 행사장

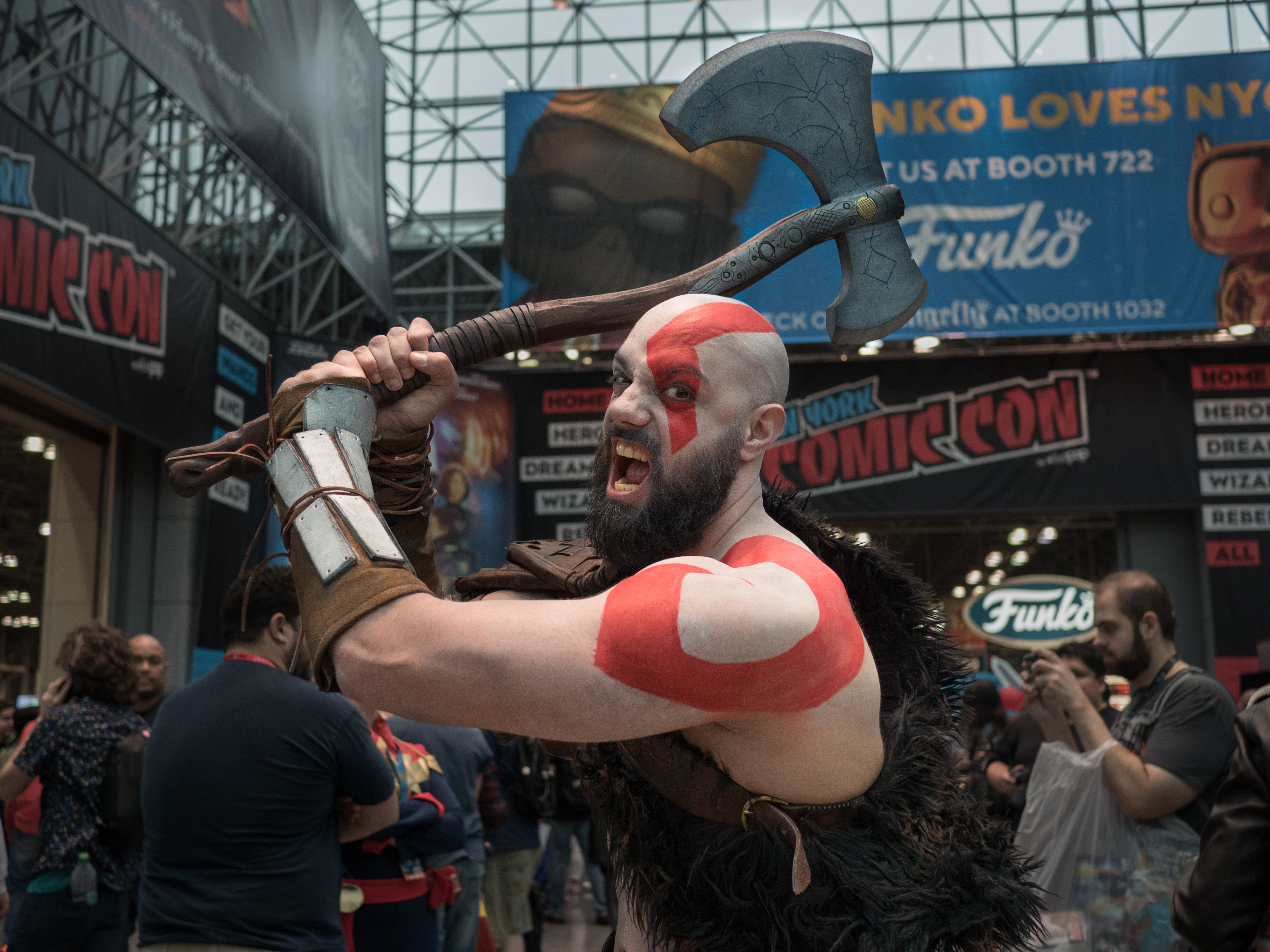
2018년 행사의 크레토스 코스플레이어

첫 행사는 2006년 제이컵 K. 재비츠 컨벤션 센터에서 개최됐다. 주최측 리드 익즈비션스는 2006년까지는 견본시 관련 대행을 위주로 하여 동인 행사 경험이 미숙해 인원을 제대로 예측하지 못하여, 본전시장 정원 10,000명을 훨씬 뛰어넘는 참가인원이 몰리게 됐다.
2020년 행사는 본래 10월 8일부터 11일까지 진행될 예정이었으나, 앞선 8월 주최측은 코로나19 범유행에 대한 우려로 현장행사를 취소하기로 발표했다. 대신 이를 대체하는 온라인 행사 '뉴욕 코믹콘 X MCM 코믹콘 메타버스'가 해당 날짜에 개최됐다.

## 동부 코스프레 챔피언십
동부 코스프레 챔피언십 (Eastern Championships of Cosplay)은 2014년부터 개최한 뉴욕 코믹콘의 코스프레 경연대회이다. 리드팝의 국제 행사 크라운 코스프레 챕피언십 (Crown Championships of Cosplay) 일정에 포함된 관행 행사이다. 상위 3명은 상금을 수여받으며 1위는 동부 챔피언으로 인정받아 시카고 코믹 & 엔터테인먼트 엑스포 결승전에 참가할 자격이 주어진다. 코스프레는 다음 네 항목에 따라 평가받는다.
- 재단 (Neddlework)
- 무장 (Armor)
- FX (애니매트로닉스, 보철 등 특수 효과 포함)
- 주목도 (Larger than Life)

### 수상자
| Year | 1st                                                                    | 2nd                                                                  | 3rd                                             |
| ---- | ---------------------------------------------------------------------- | -------------------------------------------------------------------- | ----------------------------------------------- |
| 2014 | Michael Wong (드래곤 라이더)                                           | Julian "PhazonJuke" Keller (맨 오브 스틸 – 조드 장군)                | Adrián Santiago Aroche (젤다의 전설 – 스컬키드) |
| 2015 | Thomas DePetrillo (마블 코믹스 – 헐크버스터 아이언맨)                  | Sarah Jean "PepperMonster" Maefs (마블 코믹스 – 아스가르드의 안젤라) | Adrián Santiago Aroche (젤다의 전설 – 가논돌프) |
| 2016 | Rachel "Lucky Grim" Sanderson (사키조 삽화 – 프라우)                   | outLAW2LK (볼트론: 전설의 수호자 – 볼트론)                           | David "Cap Santiago" Santiago (폴아웃 – 방랑자) |
| 2017 | Jacqueline "Alchemical Cosplay" Collins (파이널 판타지 XIV – 점성술사) | Mike "Unorthodox Design" Cameron (폴아웃 – 오르키쉬 웨이스트랜드)    | Cowbutt Crunchies (사키조 삽화 – 세라핌)        |

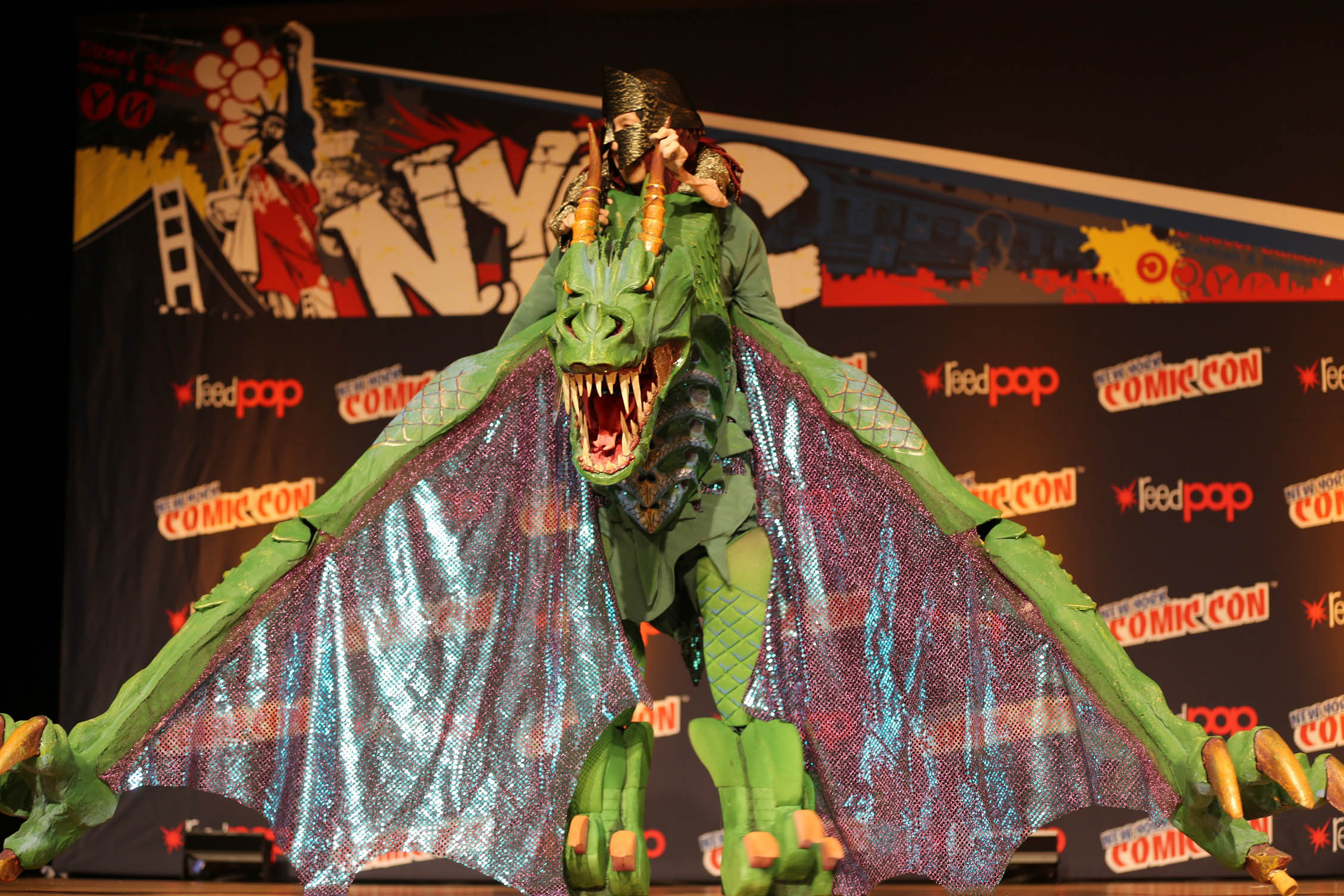
Michael Wong (2014)
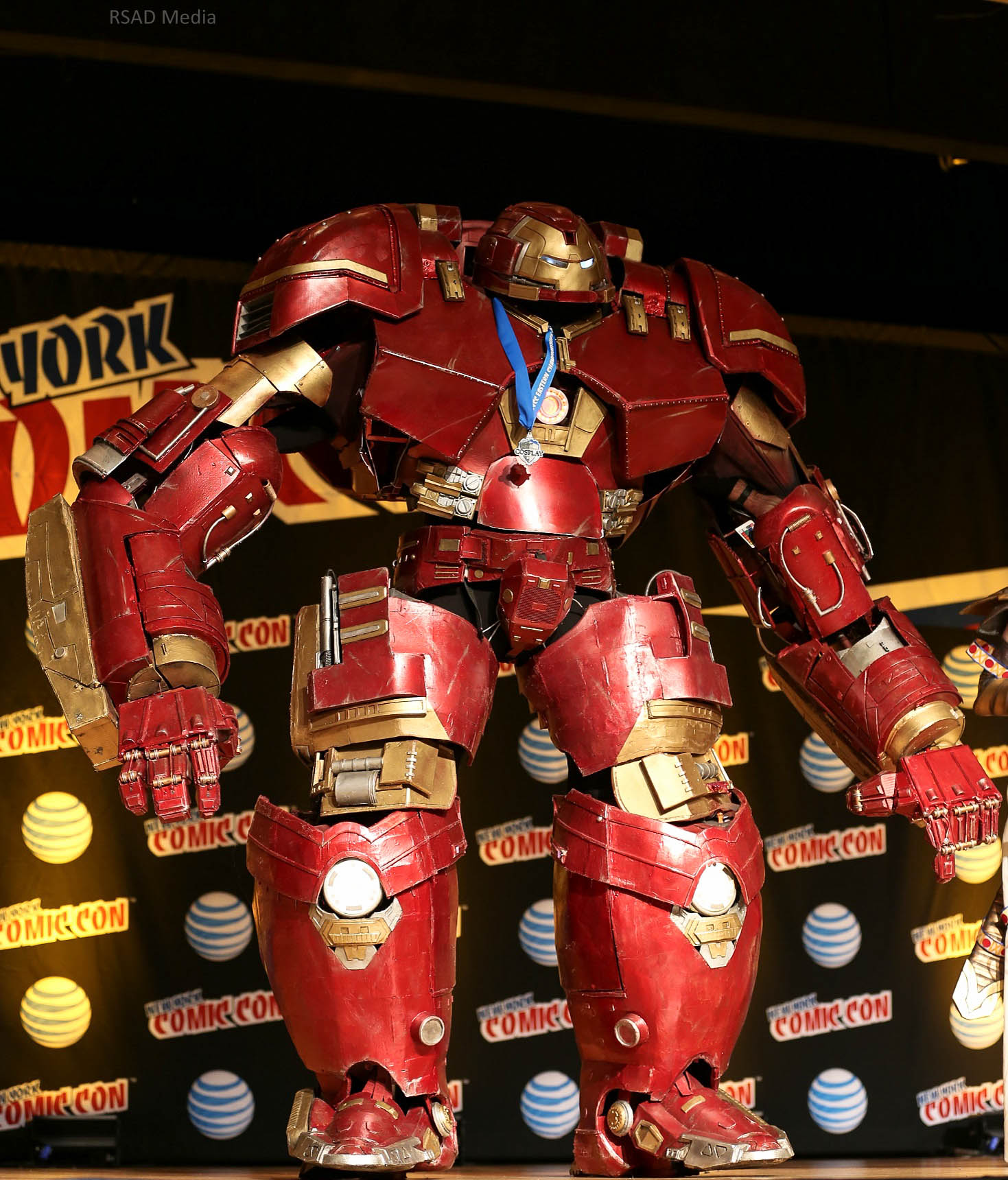
Thomas DePetrillo (2015)
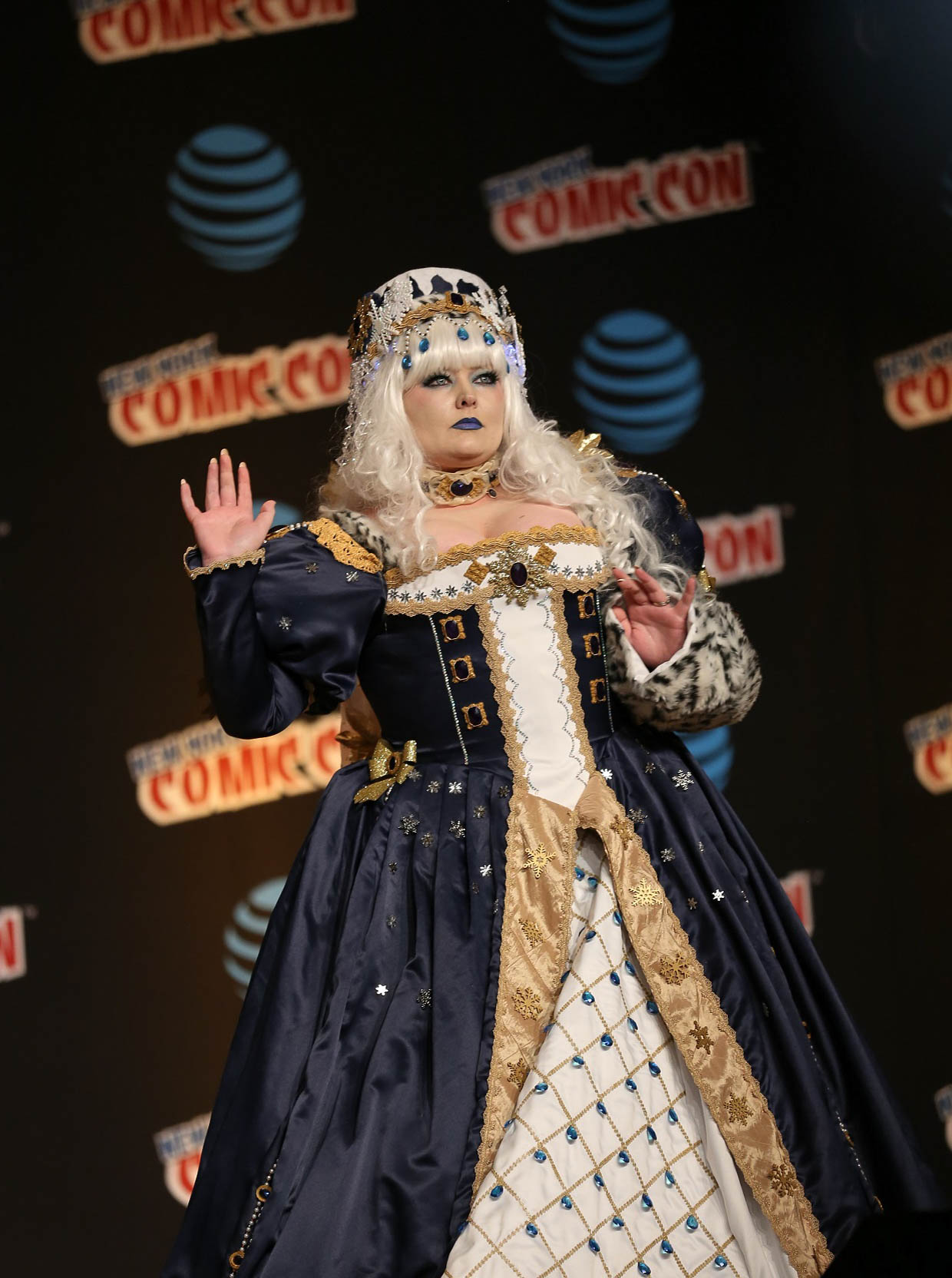
Rachel Sanderson (2016)
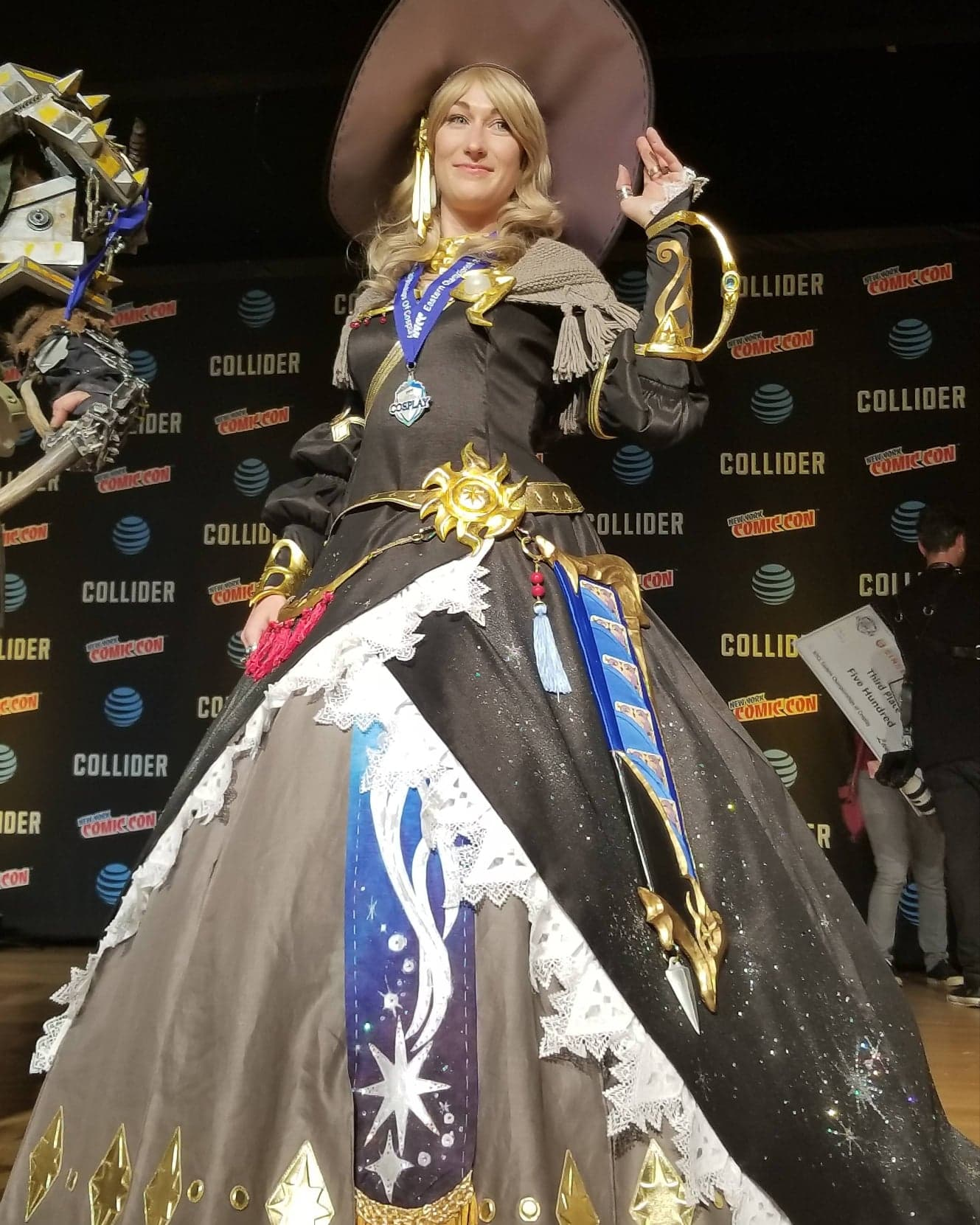
Jacqueline Collins (2017)

## 사진

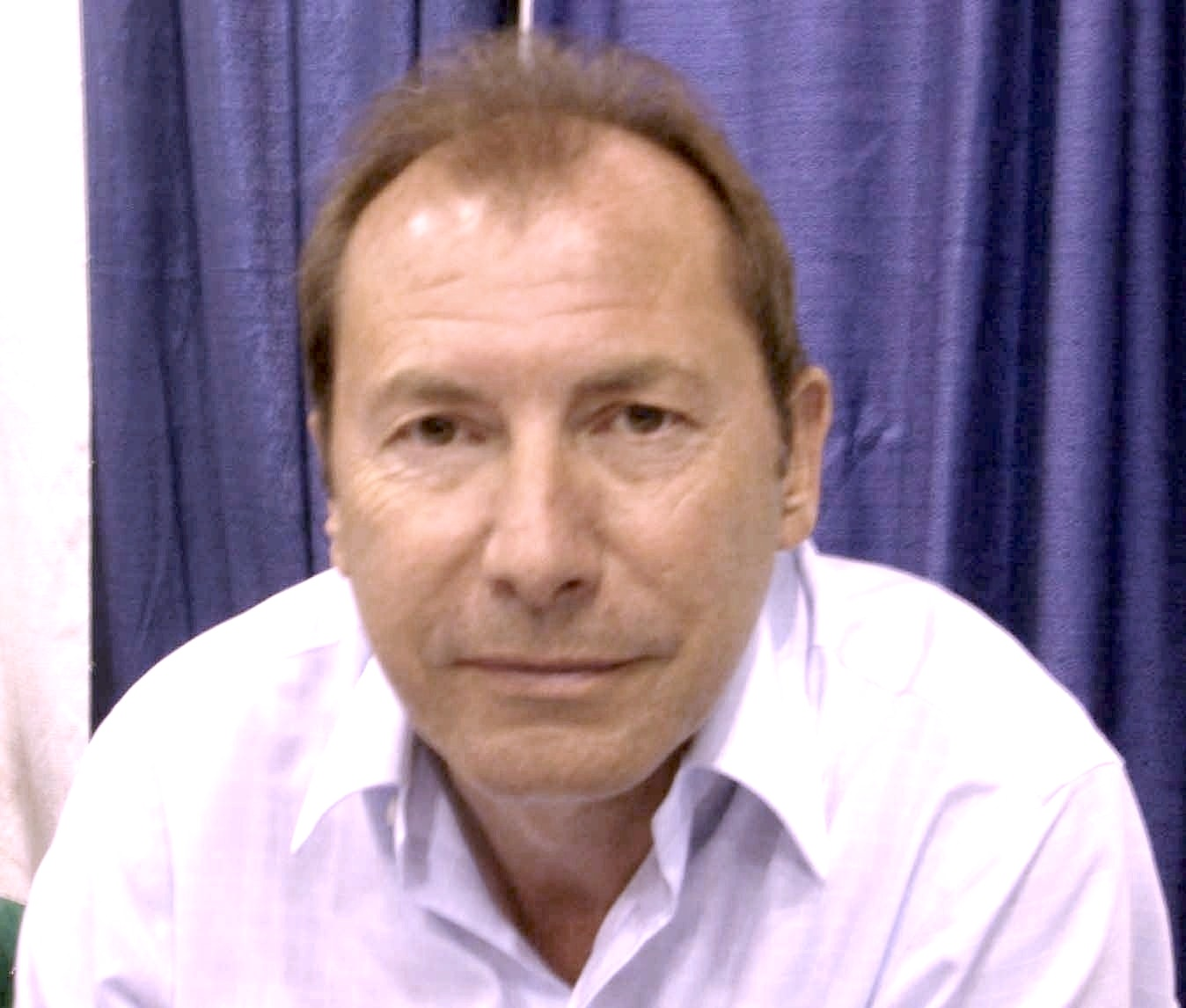
2008년 4월 행사의 《브이 포 벤데타》 화가 데이비드 로이드.
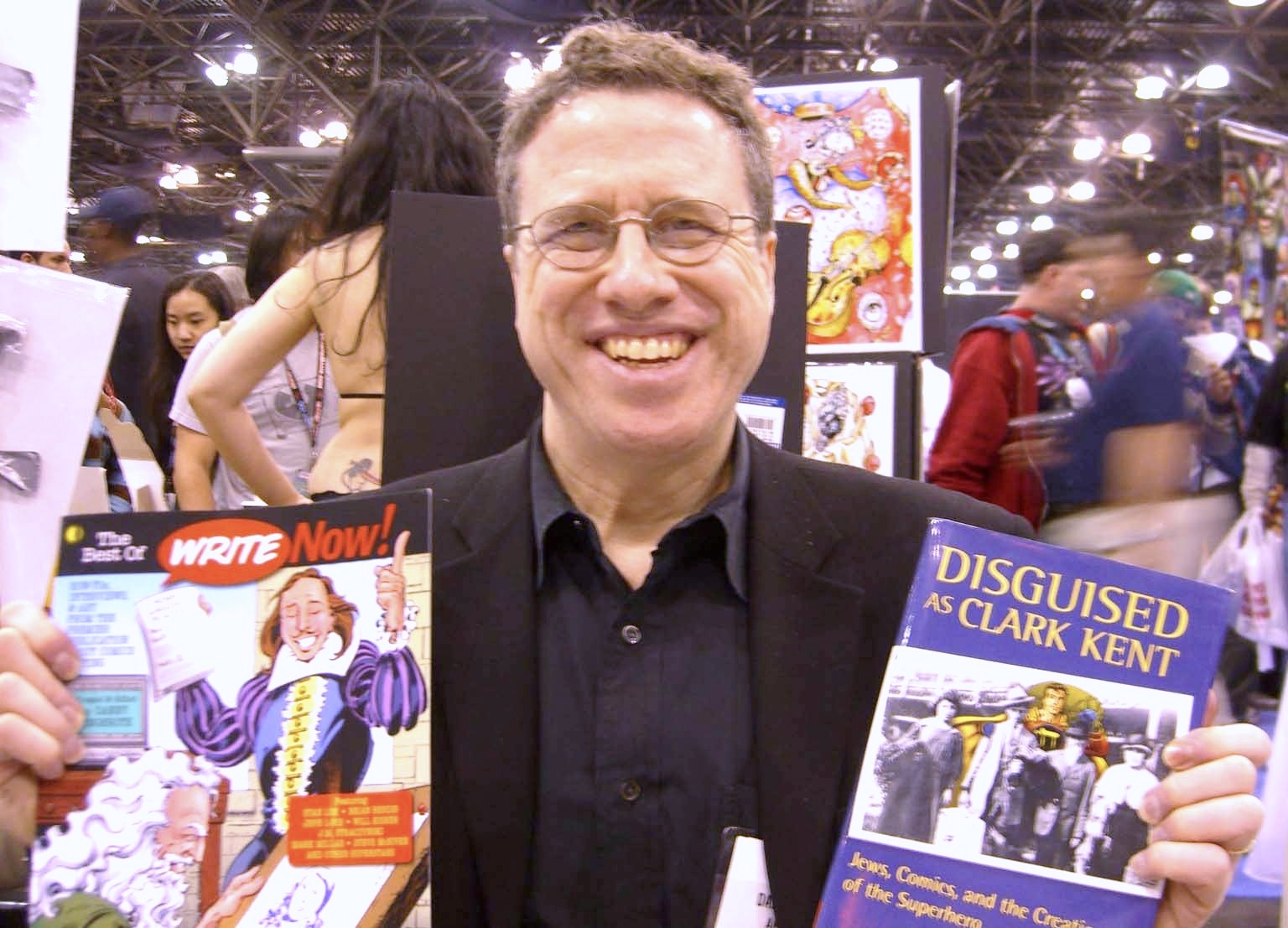
2008년 4월 행사의 대니 핑거로스.
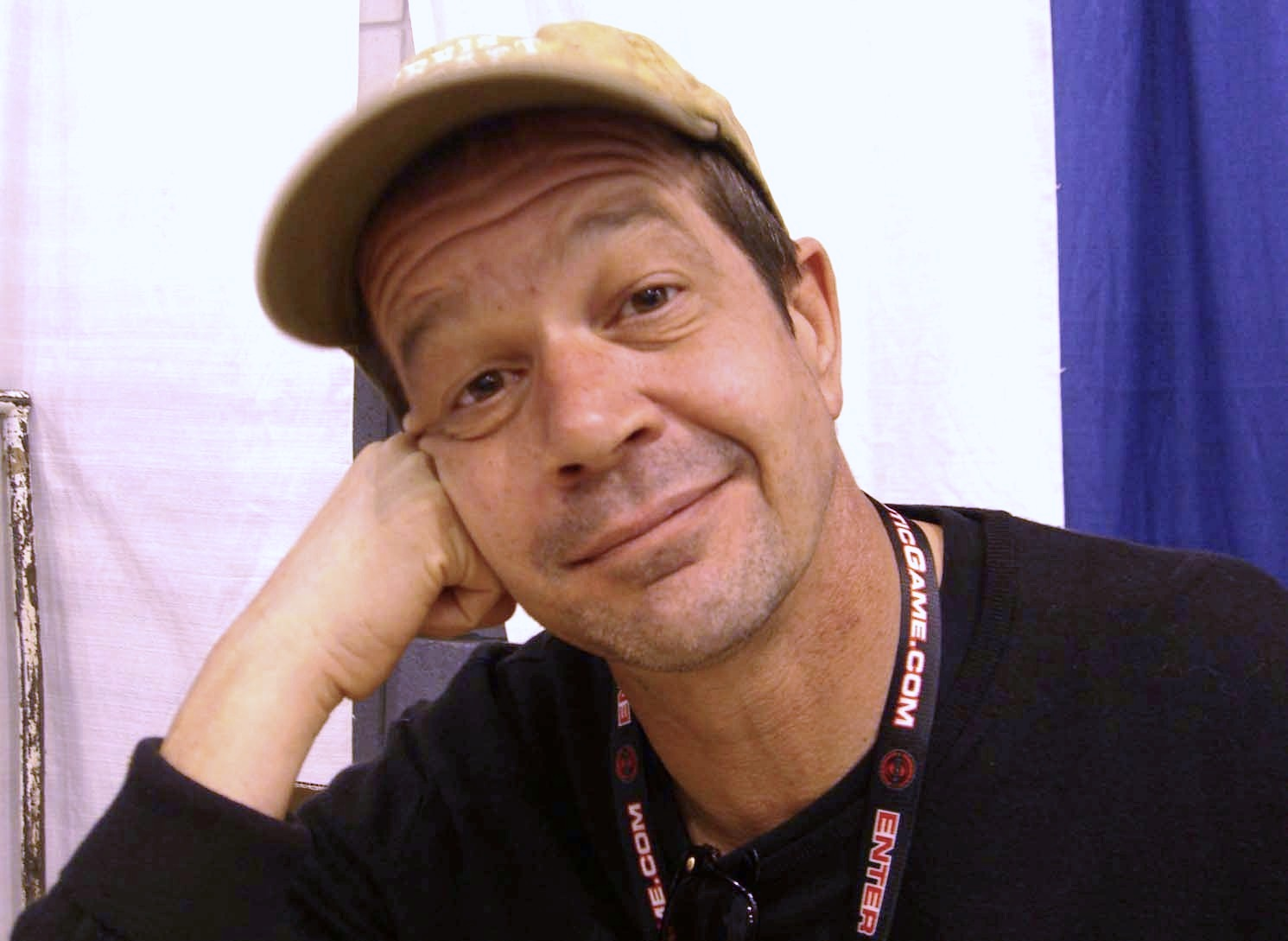
2008년 4월 행사의 《DC: 더 뉴 프론티어》 화가 다윈 쿡
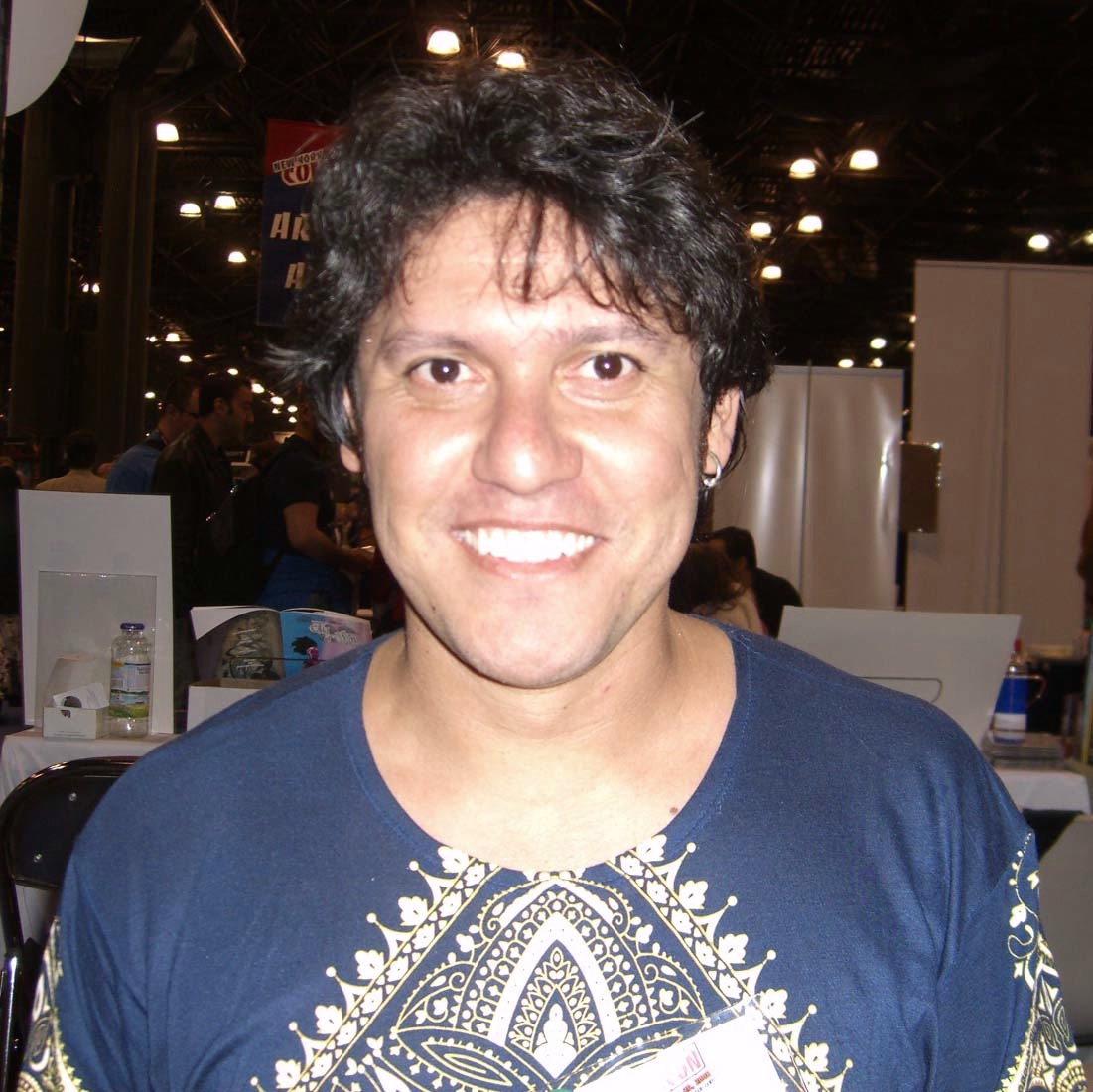
2008년 4월 행사의 《그린 랜턴》 화가 이방 헤이스.
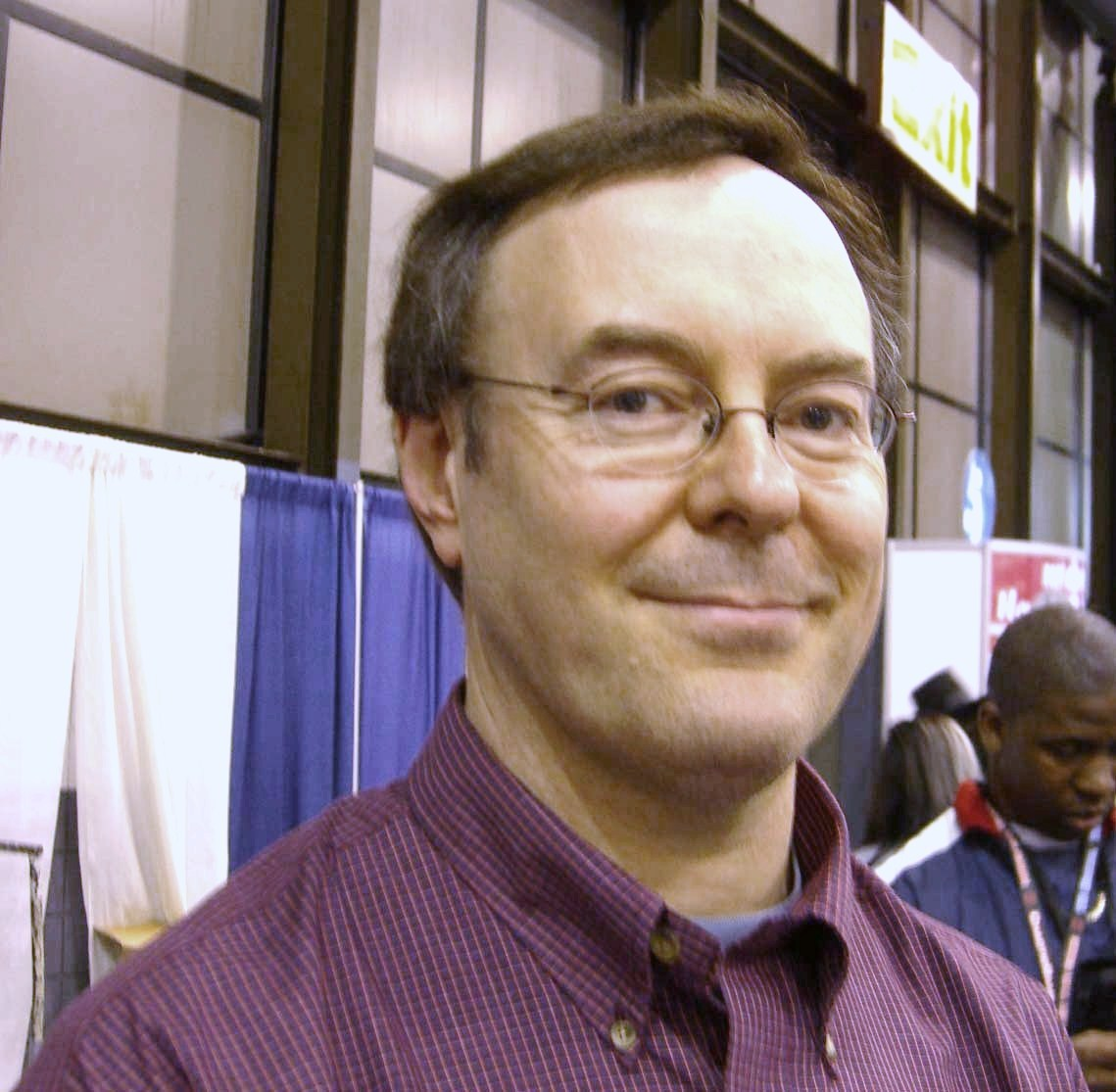
2008년 4월 행사의 만화가 제리 오드웨이.
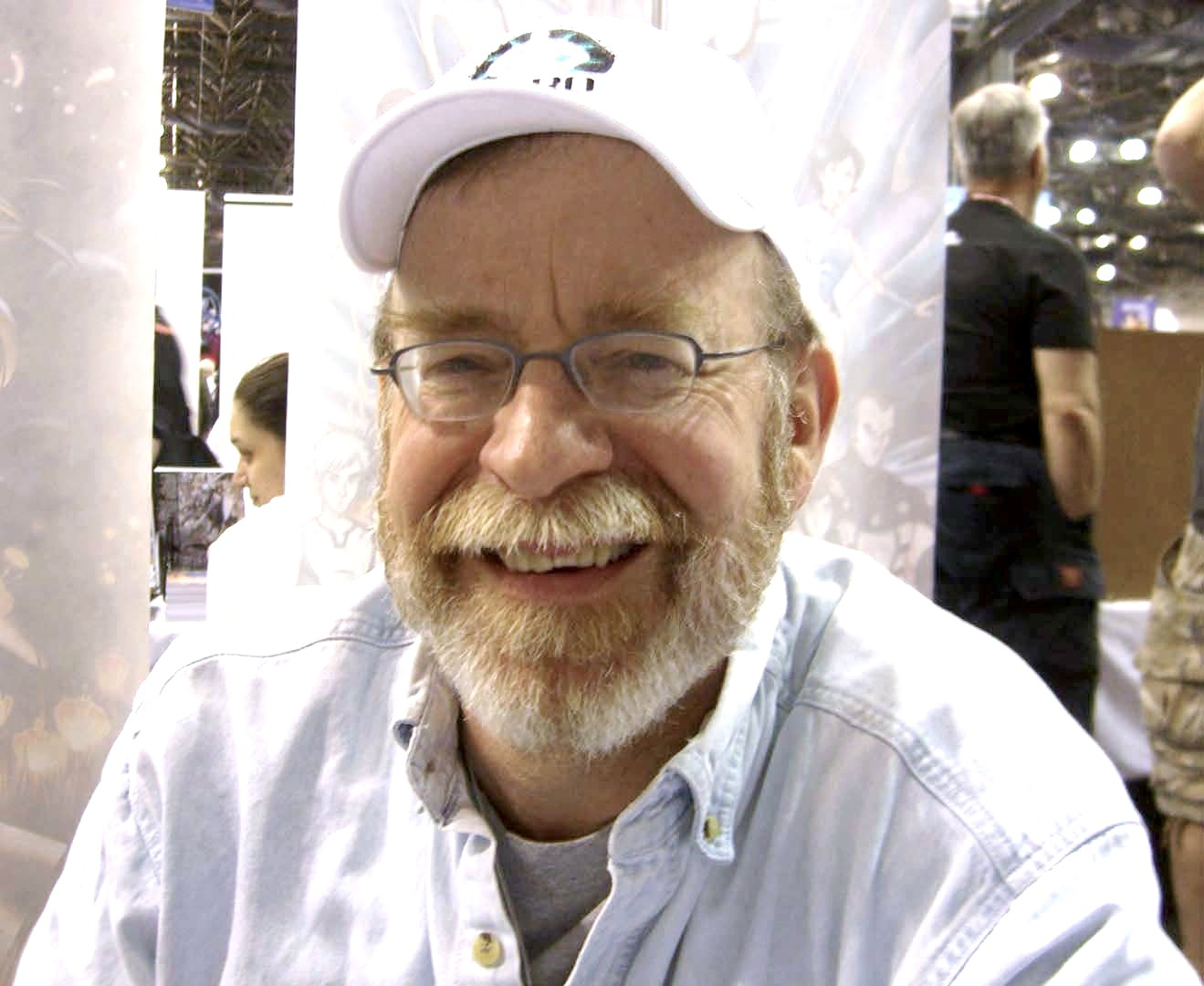
2008년 4월 행사의 《토르》 작가 및 화가 월트 사이먼슨.
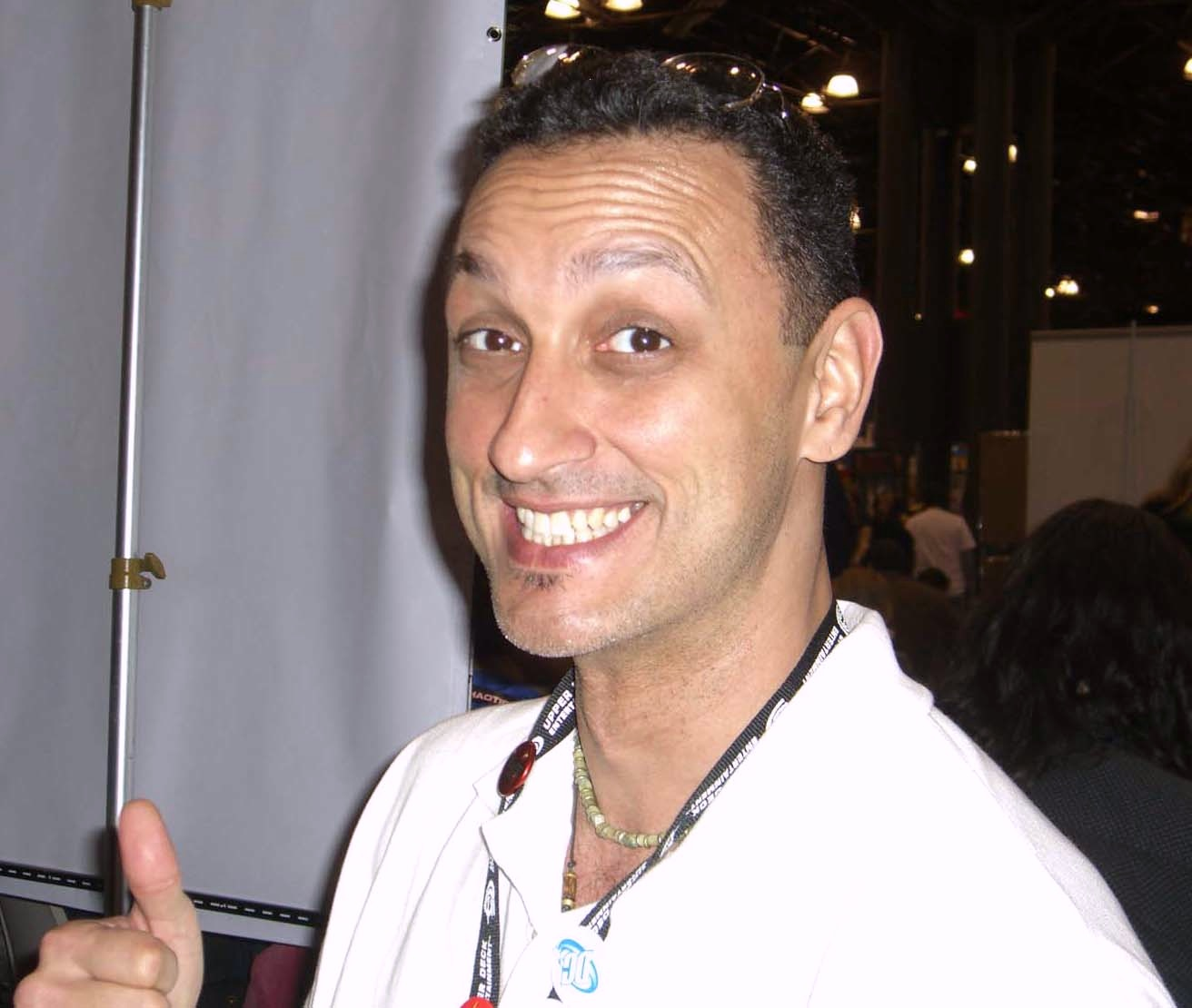
2008년 4월 행사의 《아이덴티티 크라이시스》 화가 래그스 모랄레스.
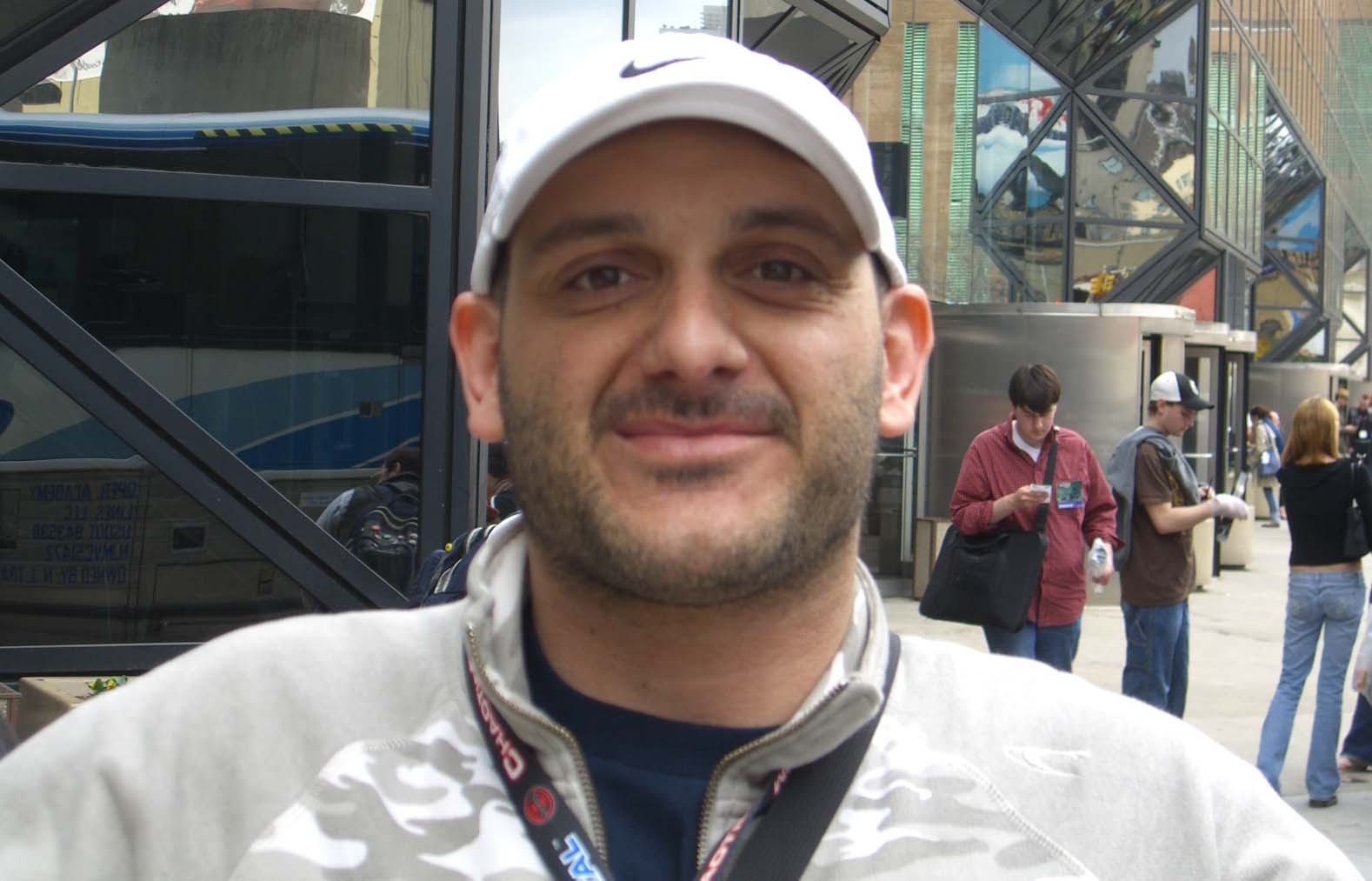
2008년 4월 행사의 화가 시모네 비앙키.
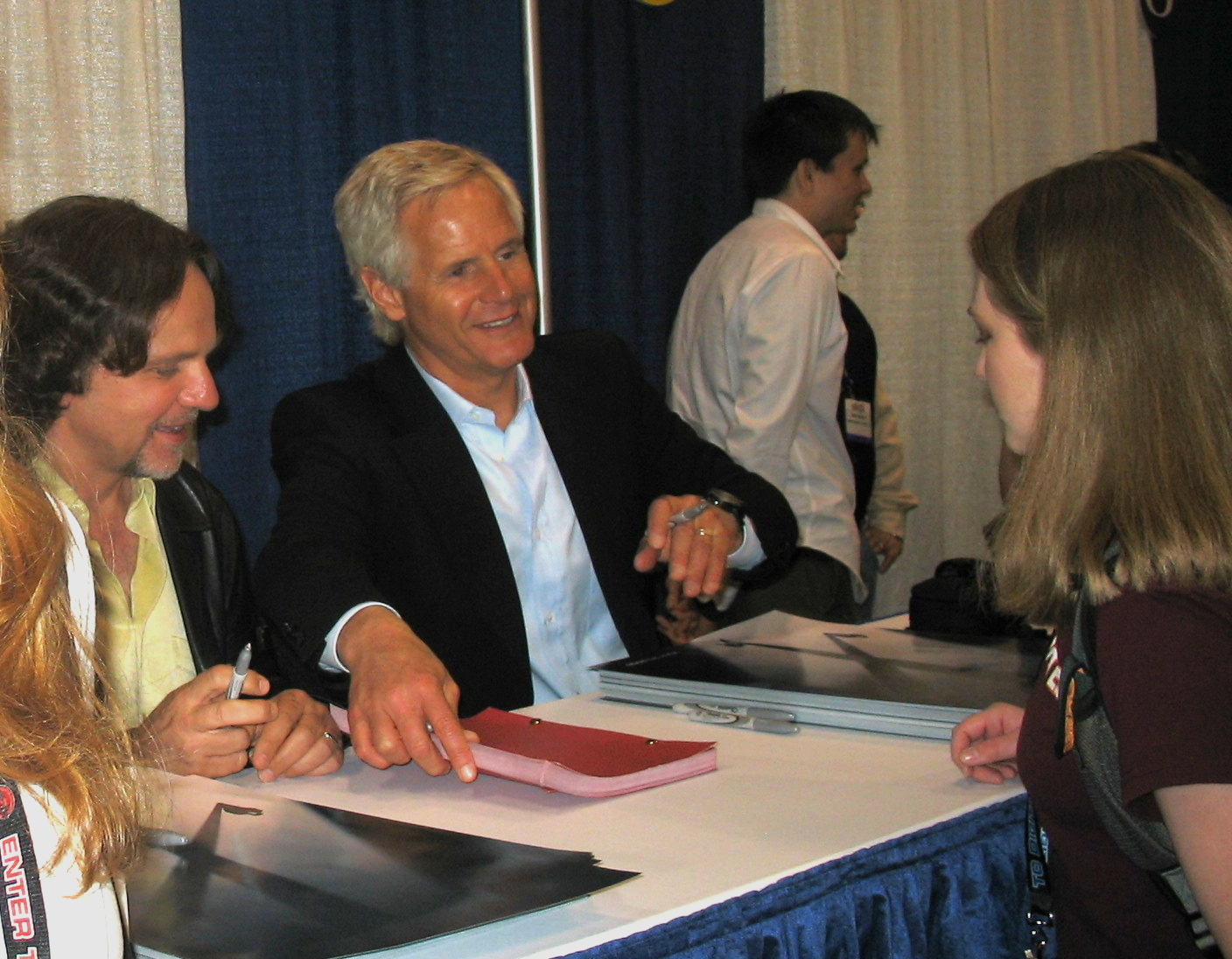
뉴욕 코믹콘 X파일 사인 행사장의 크리스 카터와 프랭크 스팟니츠.
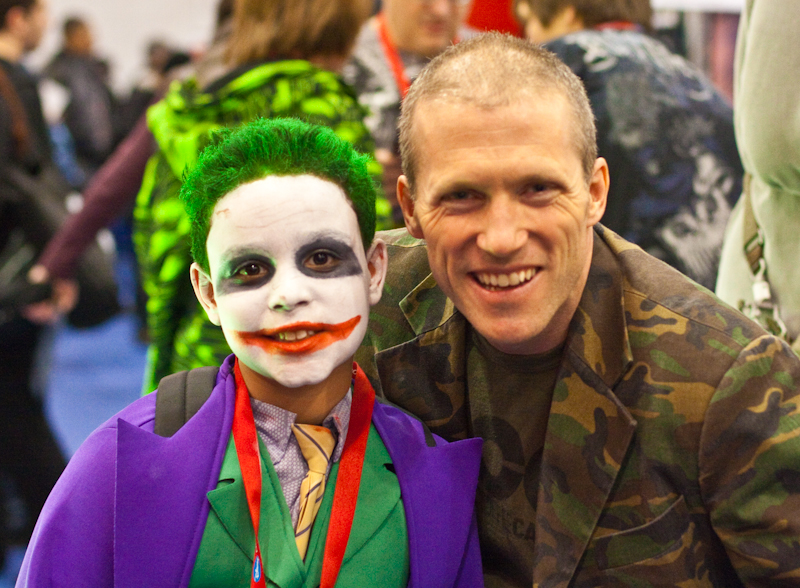
2009년 2월 행사의 영화 《왓치맨》 사진작가 클래이 에노스.
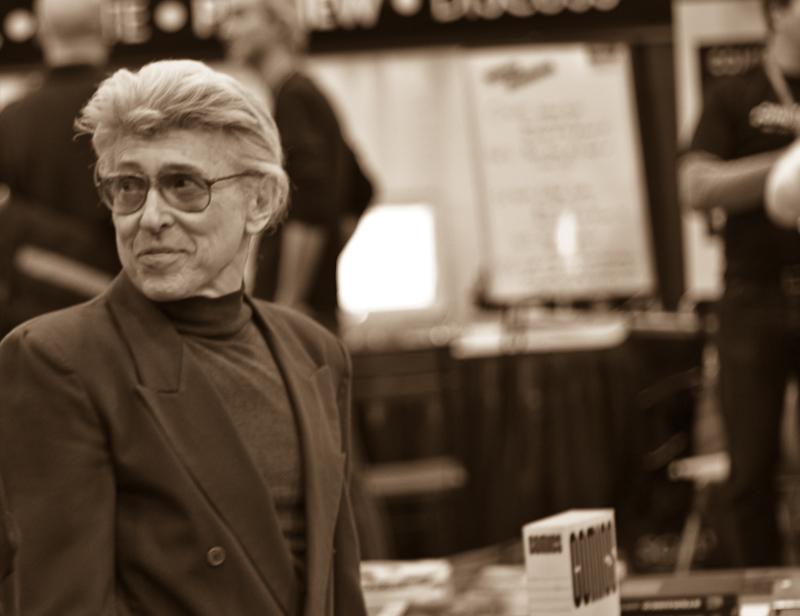
2009년 2월 행사의 아이스너상 명예의 전당 회원 짐 스테란코.
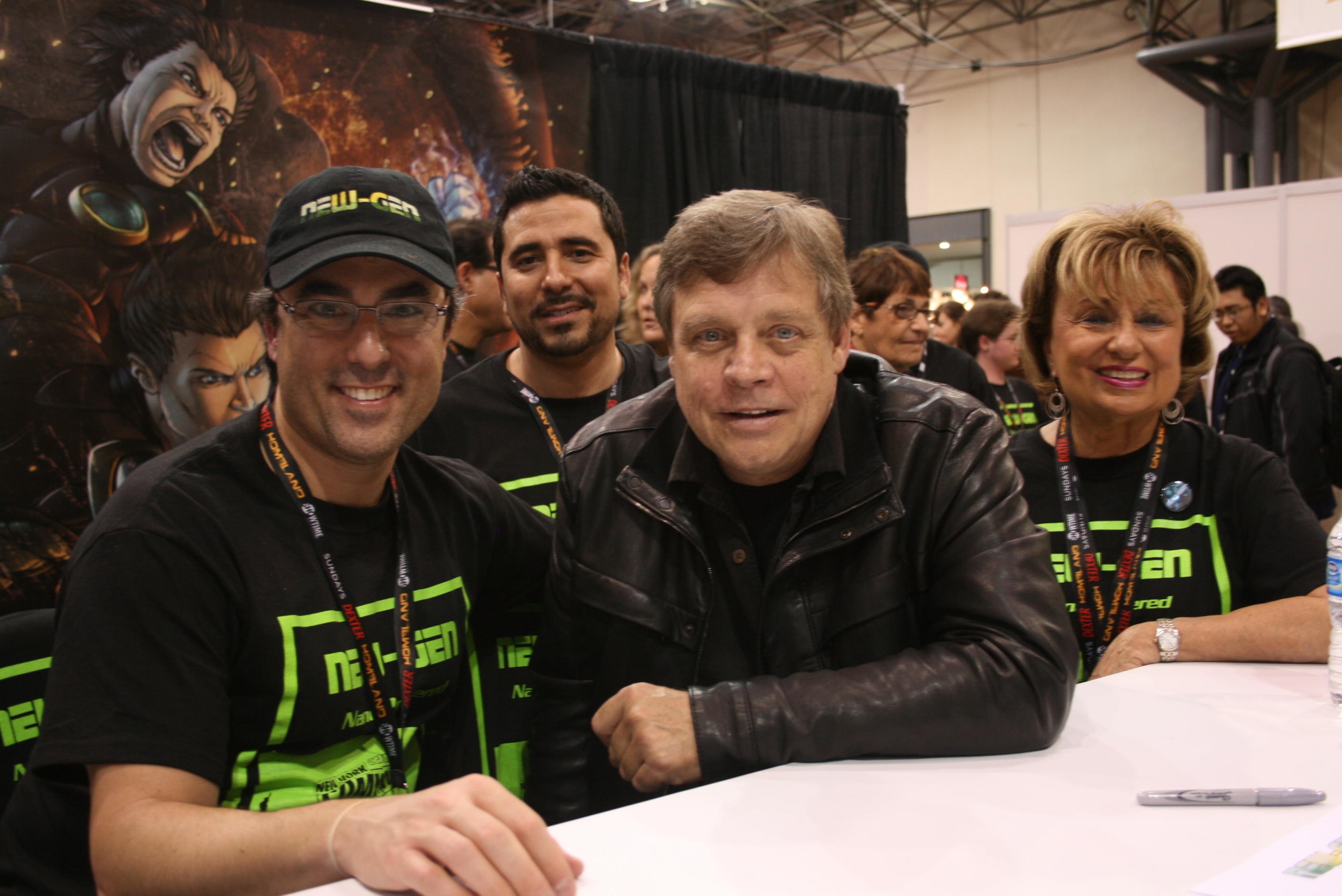
2011년 10월 행사의 《NEW-GEN》 창작자 J.D. 마톤티, 크리스 마톤티, 줄리아 콥폴라와 《NEW-GEN》 크리에이티브 컨설턴트 마크 해밀.

## 같이 보기
- 빅 애플 코믹콘